# ファミコンテレビC1
ファミコンテレビC1（ファミコンテレビシィーワン）は、シャープから1983年10月4日に発売された、ファミリーコンピュータの機能を内蔵した、ブラウン管テレビ。正式名称はマイコンピュータテレビC1。1985年に生産中止。

## 概要
任天堂との共同開発によるもので、ファミリーコンピュータを内蔵している。ファミリーコンピュータとはコンポジットビデオ経由ではなくRGB接続されており、画質が鮮明だった。そのため、当時のファミコン雑誌の画面写真にはよく使用されており、本機種が生産中止になった際は流通在庫を求めて編集者が秋葉原を探し回ったという都市伝説がある。また、故障して廃棄される際もファミコン部分は無事なことが大半なため、部品取り目的で不動品を買い求める者がおり、ジャンクも流通した。
リモコン機能は搭載していないので、チャンネル選択などはテレビ本体のボタンを操作する必要がある。
海外版はNES互換機として、Sharp Nintendo Televisionの名で発売された。

## 周辺機器
- マイコンピュータキーボード AN-320（専用キーボード（別売））
- カセットインターフェース AN-300SL（専用ケーブル（別売）、定価3000円）

## バリエーション
- 19C-C1F・W（19型、定価14万5000円）
- 14C-C1F・W・R（14型、定価9万3000円）
- TT9-C1F・W（19型用テレビ台、定価1万3000円）
- TT-400（14型用テレビ台、定価9800円）

各機種のカラーバリエーションはF（ゴールド）、W（ホワイト）、R（レッド）。TT-400はブラック。

## その他
発売当初の広告には、『セサミストリート』のビッグバードに似せた鳥のぬいぐるみが登場していた。
「JR GRAPHIC」というドット絵を描くソフトと「TV NOTE」というメモ機能のソフトを内蔵し、『ドンキーコングJR.』の1面と4面のみのバージョンと『ドンキーコングJR.の算数遊び』のEXERCISE（カセットには「JR.算数レッスン」と書かれている）を収録した特別版カセットが付属する。
「ワギャンランド」などの後期に出されたナムコの作品や「燃えろ!!プロ野球」など、一部遊べないゲームが存在する。カセットが差し込まれているかの判定に、音声用の信号線を使用しているためである。拡張音声が使われているゲームでは、ソフトが差し込まれていないと判定され遊ぶことができない。イジェクトスイッチはない。前面からカセットを差し込む構造上、ディスクシステムやデータックは使用できない。
オプションとして、「PLAYBOX BASIC」というファミリーベーシックとほぼ同機能（メッセージボードの代わりにバイオリズムを追加）のカセットと、専用のキーボードがある。
同時代に製造されたテレビ受像機の例に漏れず、本機も地上デジタル放送のチューナーを内蔵していないため、2011年の地上アナログ放送の終了後は放送を受信・視聴することができず、ファミリーコンピュータをプレイするゲーム機としての機能しか残されていない。放送を視聴する場合は地上デジタル放送への切替アダプターを接続する必要がある。
シャープは後に、ファミリーコンピュータとディスクシステムを統合したツインファミコン、ビデオ編集機能付き編集ファミコン（別名ファミコンタイトラー）、スーパーファミコンとテレビを統合したSF1を発売している。
PPUはファミコン本体のものと異なり、映像信号がRGB出力可能なため、改造用に部品取り目的でのC1の買い占めたり、シャープのサービス部署へ補修部品を請求したりする動きがあった。